# Назеріоая
Назеріоая, Незеріоая (рум. Nazărioaia) — село у повіті Бакеу в Румунії. Входить до складу комуни Вултурень.
Село розташоване на відстані 233 км на північний схід від Бухареста, 34 км на південний схід від Бакеу, 90 км на південь від Ясс, 120 км на північний захід від Галаца.

## Населення
За даними перепису населення 2002 року у селі проживали 185 осіб, усі — румуни. Усі жителі села рідною мовою назвали румунську.